# Igreja de Santa Eulália (Tenões)
A Igreja de Santa Eulália localiza-se na freguesia de Tenões, na cidade, município e distrito de Braga, em Portugal.
A Igreja Paroquial de Tenões destaca-se como exemplo, em termos construtivos, da tipologia mais simples da transição do Românico para o Gótico no norte do país.
Encontra-se classificada como Imóvel de Interesse Público desde 1967.

## Características
O templo, de dimensões modestas, é composto internamente por uma nave de planta retangular e uma capela-mor, também retangular, mas de menores dimensões.
Embora tenha sido alvo de alterações posteriores são ainda visíveis os indícios da transição para o gótico como o arco-quebrado do portal.